# Alice Lardé de Venturino
Alice Lardé de Venturino (29 de junho de 1895 – 14 de outubro de 1983) foi uma poeta e escritora salvadorenha. Reconhecida internacionalmente por seus poemas líricos, Lardé também publicou trabalhos científicos. Ela foi reconhecida pela Assembleia Legislativa de El Salvador e pelo governo do Chile, que deram seu nome a ruas e edifícios públicos.

## Início da vida
Alice Lardé Arthés nasceu em 29 de junho de 1895, em San Salvador, El Salvador, a filha de Amalia Arthés Echeverría e Jorge Lardé Bourdon. Seu pai era de origem francesa, nasceu em Baton Rouge, Louisiana, chegando a El Salvador, com a idade de onze anos, em 1869. Seu pai era um engenheiro químico e sua mãe era professora. Lardé foi uma de oito irmãos: Jorge, Coralie, Luis, Alice, Maria, Carlos, Enrique e Zélie, e cresceu em uma fazenda perto de Lago Ilopango. A família era rica e as crianças tiveram uma educação privilegiada. Seu irmão Jorge iria se tornar um renomado geólogo e sismólogo, seu irmão Enrique foi um escritor e editor e sua irmã Zélie iria se tornar uma renomada pintora. Carlos tornou-se um cirurgião e se mudou para os Estados Unidos, onde sua filha, Alicia tornou-se a esposa do prêmio Nobel John Forbes Nash Jr.

## Carreira
As primeiras publicações de Lardé saíram na revista Espiral em 1919. A revista era editada por Miguel Ángel Chacón e seu irmão, Enrique, e ela colaborou com eles até 1922. Em 1921, publicou o seu primeiro livro de poesia, Pétalos del alma (Pétalas da Alma), em San Salvador. Em 16 de julho de 1924, casou-se com o sociólogo chileno Agustín Venturino. Publicou mais livros de poesia, como Alma viril (1925), Sangre del trópico (Sangue dos Trópicos, 1925), que foram ambos publicados em Santiago. O casal logo se mudou para Buenos Aires, onde ela continuou a escrever e publicar para o jornal Patria. Enquanto ela estava na Argentina, ela serviu como uma representante de El Salvador para o Encontro Feminista, realizado em 1925. Ela também colaborou com jornais mexicanos, publicando em El Heraldo, Excélsior e La Revista de Yucatán, entre outros. Em 1927, Lardé foi delegada para o Congresso Internacional Feminista  em Favor da Paz, realizado no Brasil. Cinquenta e seis de seus poemas foram incluídos no volume 53 da antologia Poesías: colección las melhores poesías (líricas) de los melhores poetas (Poesia: coleção do melhor da poesia (lírica) das melhores poetisas, 1926). Publicou ainda Belleza salvaje (Beleza Selvagem, 1927) e El nuevo mundo polar (O Novo Mundo Polar, 1929) na Espanha. O poeta e membro da Academia Mexicana da Língua comparou-a a Gabriela Mistral e Alfonsina Storni.
Em 1939, Lardé foi reconhecida no Chile, quando uma biblioteca e uma escola pública foram nomeadas em sua honra. A partir da década de 1940, muitas de suas publicações incluíram produções científicas: La dinámica terrestre y sus fenómenos inherentes (1943), ¿Es la electricidad el origen de la vida y de la muerte?  (1943), Mi América: Odisea de un Colegial Salvadoreño a través de Centro y Sudamérica (1946), Fórmulas gráficas prácticas del vitaoculiscopio y oculivita  (1950), Electricidad: Alma Mater Universal, Fenómenos Cosmológicos y Biopsicológicos (1954), La frigidez sexual de la mujer (1967), El Volumen Poético Antológico Grito al Sol (1983).
Em novembro de 1976, Lardé foi homenageada pela Assembleia Legislativa de El Salvador e, em 1979, ela foi homenageada pela Unión de Mujeres Americanas como a Mulher do Ano.

## Morte e legado
Lardé morreu em 13 de outubro de 1983 deixando cerca de trinta manuscritos não publicados. Em 1998, um carimbo de postagem com sua imagem foi emitido em uma série sobre personalidades femininas de destaque. Em 2003, ela foi escolhida com um grupo de salvadorenhas notáveis para estar no nome de ruas. A Biblioteca Nacional de El Salvador sediou uma exposição El legado literario de mujeres escritoras em 2016. O evento contou com as obras das três principais poetisas do país de sua época: Lardé, juntamente com Ayala Prudencia e Josefina Peñate y Hernández.

## Leitura complementar
- Cañas-Dinarte, Carlos (2002). Diccionario de autoras y autores de El Salvador. [S.l.: s.n.] ISBN 978-9-992-30086-2
- Cañas Dinarte, Carlos. Diccionario escolar de autores salvadoreños. [S.l.: s.n.] OCLC 492582541
- Galindo, David Escobar (1987). Indice antológico de la poesía salvadoreña. [S.l.: s.n.] ISBN 978-8-484-05054-4